# 乌鸦
乌鸦是鸦属（学名：Corvus）鸟类的通称，属于雀形目鸦科，是很多城市非常常见的鸟。烏鴉是最聰明的動物之一，能提前制定计划。

## 分类
被称为乌鸦的鸟可以指的多个物种，比如喙粗壮的大嘴乌鸦、喙较细的小嘴乌鸦、鼻区裸露的秃鼻乌鸦、在西方比较常见的渡鸦。

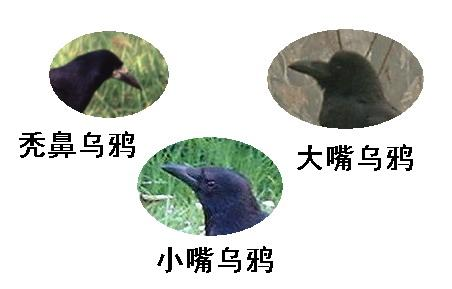
三种乌鸦头形喙形比较

鸦属的物种如下：
- 家鸦
- 新喀鸦（Corvus moneduloides）
- 细嘴乌鸦（Corvus enca）
- 苏拉乌鸦（Corvus typicus）
- 邦盖鸦（Corvus unicolor）
- 佛罗乌鸦（Corvus florensis）
- 关岛乌鸦（Corvus kubaryi）
- 长嘴乌鸦（Corvus validus）
- 布岛乌鸦（Corvus meeki）
- 白嘴乌鸦（Corvus woodfordi）
- 棕头乌鸦（Corvus fuscicapillus）
- 灰乌鸦（Corvus tristis）
- 海角鸦（Corvus capensis）
- 秃鼻乌鸦（Corvus frugilegus）
- 北美乌鸦（Corvus caurinus）
- 短嘴鸦（Corvus brachyrhynchos）
- 鱼鸦 ）
- 墨西哥乌鸦（Corvus imparatus）
- 西纳劳乌鸦（Corvus sinaloae）
- 棕榈鸦（Corvus palmarum）
- 牙买加乌鸦（Corvus jamaicensis）
- 古巴鸦（Corvus nasicus）
- 美洲白颈鸦（Corvus leucognaphalus）
- 小嘴乌鸦（Corvus corone）
- 大嘴乌鸦（Corvus macrorhynchos）
  - 丛林鸦（Corvus macrorhynchos levaillantii）
- 澳洲鸦（Corvus orru）
- 小嘴鸦（Corvus bennetti）
- 澳洲渡鸦（Corvus coronoides）
- 小渡鸦（Corvus mellori）
- 林渡鸦（Corvus tasmanicus）
  - 遗渡鸦（Corvus tasmanicus boreus）
- 白颈鸦（Corvus torquatus）
- 夏威夷乌鸦（Corvus hawaiiensis）
- 白颈渡鸦（Corvus cryptoleucus）
- 非洲白颈鸦（Corvus albus）
- 褐颈渡鸦（Corvus ruficollis）
- 渡鸦
- 扇尾渡鸦（Corvus rhipidurus）
- 非洲渡鸦（Corvus albicollis）
- 厚嘴渡鸦（Corvus crassirostris）

寒鸦属（Coloeus）的寒鸦（Coloeus monedula）與达乌里寒鸦（Coloeus dauuricus）传统上被归类为本属的寒鸦亚属（Coloeus），但现在分类学者开始将其列为独立的一属。

## 文化中的乌鸦

### 金乌

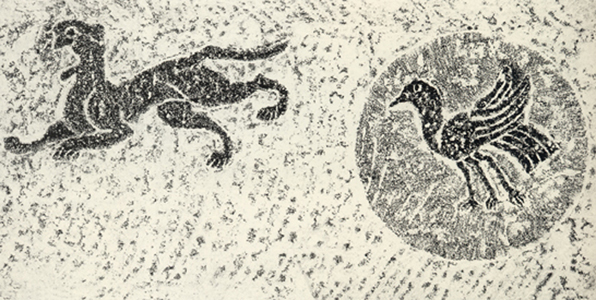
汉朝壁画中的金乌（三足鸟/朱雀）

在中国古代神话裏，红日中央有一只黑色的三足乌鸦，黑乌鸦蹲居在红日中央周围是金光闪烁的“红光”，故称“金乌”是帝俊和羲和的儿子，原本有十个，住在东方大海扶桑树上，每天轮流让母亲羲和驾日车带他们上天值日，后来十兄弟不满先后次序，十日一同升天，烤焦大地，被后羿射下九个，只剩一个。

### 神鸦
- 中国：在清朝，紫禁城内有清朝皇室饲养的一群乌鸦被当做是神鸦而被禁止伤害(愛新覺羅一族的始祖范嗏曾被烏鴉所救)，并精心饲养。
- 英国：在倫敦塔的渡鴉被禁止扑杀和伤害，并且由守卫伦敦塔的皇家卫士保护。
- 日本：在日本，乌鸦（只有三足烏鴉）被作为吉祥之鸟所供奉，被日本人当作“立国神兽”。乌鸦曾作为日本足球代表的象征，日本足球协会采用八咫乌（三足乌鸦）图案当作会徽，参加世界杯足球赛的日本队员的球衣上就绣着八咫乌。
- 克烈一名来自乌鸦。

### 負面的象徵
儘管有些文化認為烏鴉是吉祥物，但是在部份文化（例如：印第安文化）認為是不祥之兆，烏鴉可能代表一種力量的象徵，然而如果是代表力量的話通常會是指負面的力量。
在中国古代，有一說因為烏鴉能嗅到腐敗和死亡的氣味，被認定為不祥之鳥。
有一說乌鸦因其颜色和叫声，多作为不吉祥的象征。

### 吉祥的象徵
- 慈烏

在中国古代，烏鴉常喻為慈、孝的象徵，代表眷念父母教養恩情。「烏鴉反哺，羔羊跪乳」
- 吉祥之兆

中國古代亦有以烏鴉為報喜之説。
- - 「烏鴉報喜，始有周興」
  - 薛季宣《浪語集》卷一《信烏賦》：“南人喜鵲而惡烏，北人喜烏而惡鵲”
  - 洪邁《容齋續筆》卷三：“北人以烏聲為喜，鵲聲為非，南人反是”。

## 延伸阅读
[在维基数据编辑]
 《欽定古今圖書集成·博物彙編·禽蟲典·烏部》，出自陈梦雷《古今圖書集成》